# 赤城塔

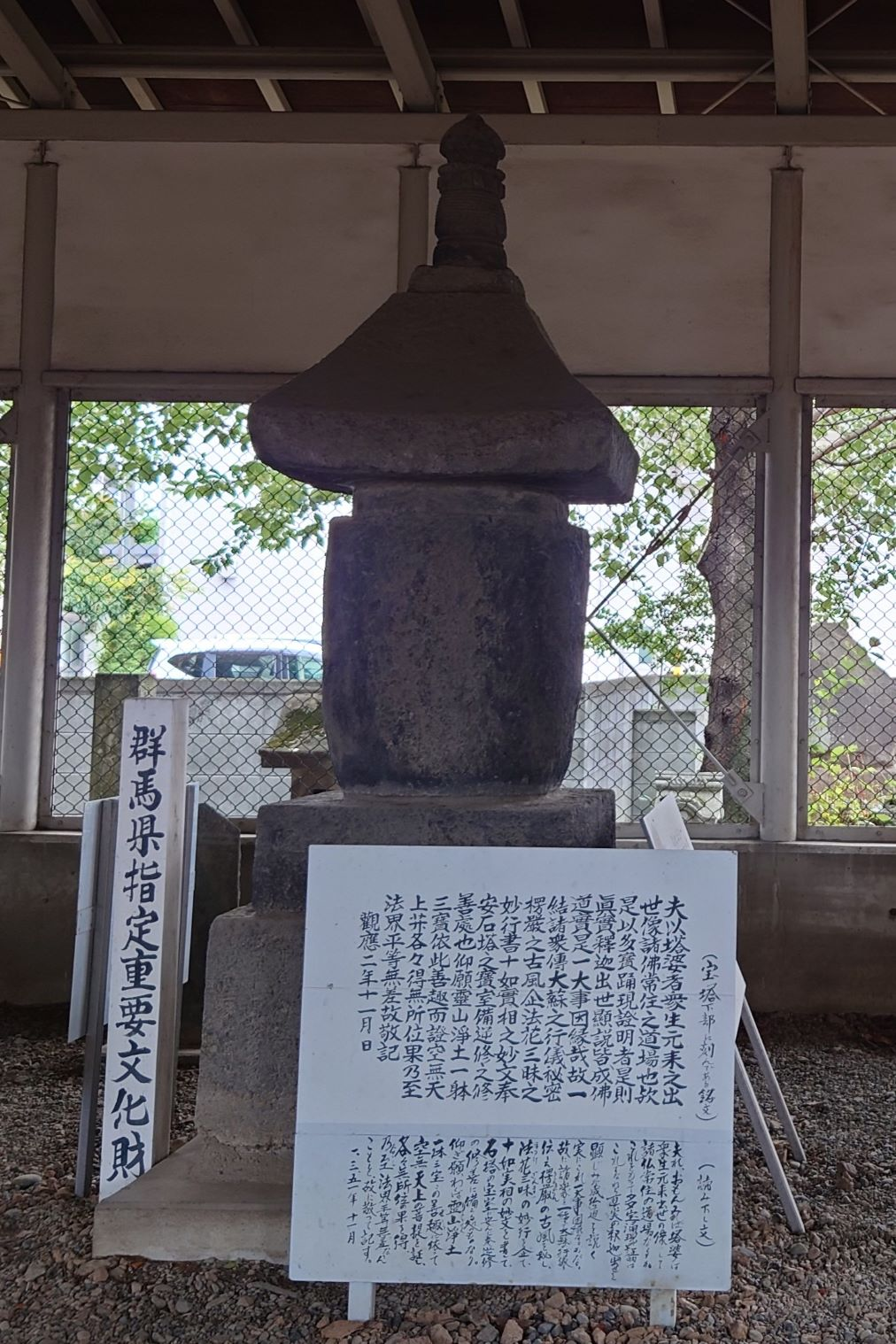
下植木赤城神社の赤城塔（群馬県指定重要文化財、観応2年（1351年））

赤城塔（あかぎとう）は、群馬県に分布する中世の石造宝塔の形式。塔身が壺形で下部がいくらかすぼまっている形態に特徴があるとされる。赤城山南麓地域、特に粕川流域に多く分布していることから赤城信仰と結びつけ尾崎喜左雄が「赤城塔」と命名したが、榛名山東南麓にも分布することが指摘された。榛名山麓に分布するものは形態や建造時期に赤城山麓のものとは差異があるとして、榛名塔（はるなとう）と呼ばれ区別されることがある。

## 概要

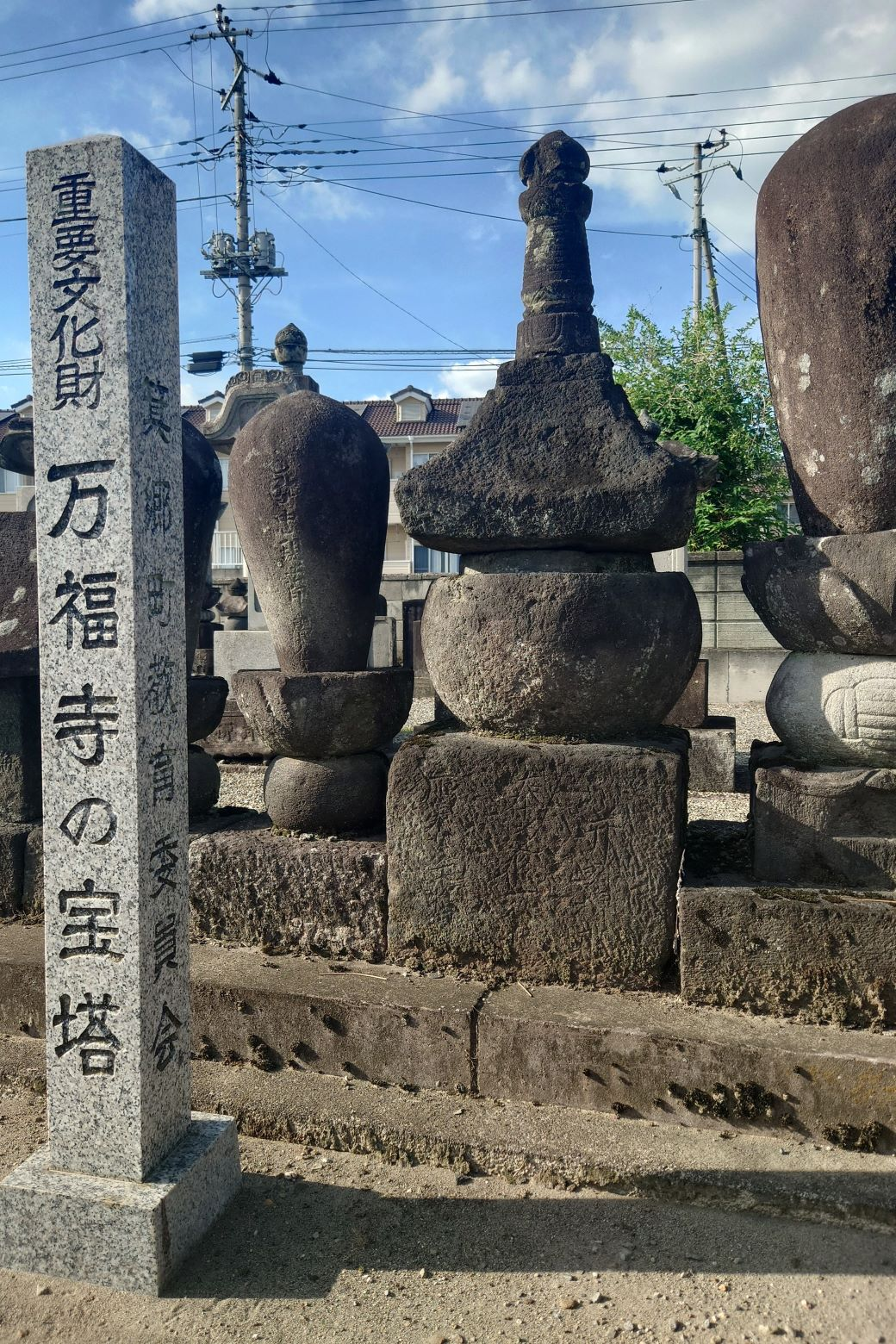
万福寺の宝塔（高崎市指定重要文化財、応永28年（1421年））

鞍馬寺の保安元年（1120年）のものを嚆矢とする石造宝塔は、天台宗の影響の強い滋賀県に多く、関東地方では建仁2年（1202年）の祥光寺宝塔（茨城県桜川市）と元久元年（1204年）の東根供養塔（栃木県下野市東根）を最古の例として、初期のものは利根川下流地域に多く分布している。群馬県で最古の石造宝塔は、太田市世良田町にある長楽寺の宝塔（重要文化財）で、基礎の底面に建治2年（1276年）の銘がある。鎌倉時代に建立された石造宝塔は他に三ケ尻の宝塔（前橋市粕川町深津）と宿の平の赤城塔（前橋市苗ヶ島町）が存在し、これら粕川流域に現存する鎌倉時代の宝塔の特徴としては、塔身が長く肩部から底部までほぼ同じ太さであることが挙げられる。
南北朝時代に入ると、塔身の長さがやや短くなり、鎌倉時代では円筒形だった塔身の下部が細くなるという形状の変化が見られるようになる。南北朝時代には赤城山南麓地域で盛んに宝塔が造立され、粕川流域に密に分布していることから群馬大学教授・尾崎喜左雄によって「赤城塔」と命名されるきっかけとなった。南北朝時代には榛名山東南麓でも「榛名塔」の造立が開始され、その中では暦応4年（1341年）の銘がある榛名山墓地の宝塔（高崎市榛名山町）が最古の例である。
室町時代には南北朝時代よりもさらに塔身の長さが短くなり、下部が丸くなっていく傾向がある。また榛名塔の造立が応永年間以降盛んになる一方で、赤城塔の造立は低調となっていく。
群馬県内には鎌倉時代から江戸時代初頭の石造宝塔が229基確認されているが、そのうち71基が赤城山南麓の前橋市、27基が粕川下流の伊勢崎市、49基が榛名山東南麓の高崎市に集中している。他方で利根郡・山田郡・邑楽郡・多野郡西部では全く確認されていない。このような石造宝塔が分布する群馬県中毛地域は関東地方の中でも中世の石造宝塔が多く分布している地域とみられる。赤城塔・榛名塔が作られた中世の赤城山南麓や榛名山東麓地域は天台宗の影響力が強い地域であり、逆に真言宗や禅宗の影響の強かった北毛・西毛地域では宝塔の建立が少ないことから、天台宗との関連が指摘されている。下植木赤城神社の赤城塔や小鳥が島の宝塔には銘文があり、その内容も法華経供養であって天台宗の影響が現れている。初期の赤城塔は主に法華経供養を目的としていたと考えられている。のちには墓石としても用いられるようになり、来迎寺（高崎市浜川町）の文亀3年（1503年）銘の宝塔には「南無阿弥陀仏」「六代覚阿弥陀仏」とあることから時宗の道場であった同寺の住職の墓であるとみられている。
赤城塔は粕川流域を中心とした地域、榛名塔は榛名白川沿岸や井野川流域など限られた地域に集中して分布している点が、五輪塔や宝篋印塔などのより一般化された石造物とは異なる特徴であるとされる。その点からも建立の背景に密教思想や山岳信仰があることが指摘される。尾崎喜左雄は南北朝時代の『神道集』に赤城神に関する記事が2種、それ以外にも榛名山東南麓などの上野国関連記事が複数あることから、『神道集』と赤城塔の両方に赤城神社と関係のある天台宗僧侶が関与していると推察している。

## 赤城塔・榛名塔の一覧
| 名称                           | 所在地                      | 時代                                                                                      | 規模                              | 材質               | 文化財指定             | 備考                       |
| ------------------------------ | --------------------------- | ----------------------------------------------------------------------------------------- | --------------------------------- | ------------------ | ---------------------- | -------------------------- |
| 長楽寺宝塔                     | 太田市世良田町3119-4        | 建治2年（1276）                                                                           | 総高187.1 cm                      | 凝灰岩             | 重要文化財             | 相輪欠                     |
| 三ケ尻の宝塔（赤城塔）         | 前橋市粕川町深津994         | 鎌倉時代中期または後期                                                                    | 総高200.0 cm 塔身89.0 cm          |                    | 前橋市指定重要文化財   | 相輪欠                     |
| 宿の平の宝塔（忠治の赤城塔）   | 前橋市苗ヶ島町2036-3        | 元亨4年（1324）                                                                           | 塔身87.0 cm                       | 安山岩             | 前橋市指定重要文化財   | 屋蓋・塔身のみ             |
| 波志江愛宕神社の宝塔           | 伊勢崎市波志江町1523番地    | 南北朝時代中期または1330 - 1340年代                                                       | 総高158.0 cm 塔身69.0 cm          |                    | 伊勢崎市指定重要文化財 | 相輪欠                     |
| 榛名山墓地の宝塔               | 高崎市榛名山町              | 暦応4年（1341年）                                                                         | 総高208.7 cm 塔身39.5 cm          | 安山岩             |                        | 完型                       |
| 下植木赤城神社の赤城塔         | 伊勢崎市宮前町1582          | 観応2年（1351年）                                                                         | 総高196.8 cm 塔身63.0 cm          | 安山岩             | 群馬県指定重要文化財   | 完型                       |
| 観昌寺の宝塔                   | 前橋市西大室町1673          | 南北朝時代                                                                                | 総高128.0 cm 塔身61.0 cm          | 輝石安山岩         | 前橋市指定重要文化財   | 相輪欠                     |
| 鼻毛石の宝塔（赤城塔）         | 前橋市鼻毛石町963           | 南北朝時代                                                                                | 塔身63.2 cm                       |                    | 前橋市指定重要文化財   | 屋蓋・塔身のみ             |
| 八寸権現山の宝塔               | 伊勢崎市豊城町1989-2        | 南北朝時代                                                                                | 総高224 cm 塔身79 cm              | 安山岩             | 伊勢崎市指定重要文化財 |                            |
| 時沢の多宝塔                   | 富士見町時沢685             | 南北朝時代                                                                                | 塔身59.0 cm                       |                    | 前橋市指定重要文化財   | 相輪欠                     |
| 珊瑚寺の多宝塔                 | 前橋市富士見町石井1227      | 南北朝時代                                                                                | 総高178.0 cm 塔身47.3 cm          |                    | 前橋市指定重要文化財   |                            |
| 長谷寺宝塔（無銘）             | 高崎市白岩町                | 南北朝時代後期（1360 - 1370年ごろ）                                                       | 総高200.0 cm 塔身76.0 cm          |                    |                        | 完型                       |
| 小鳥が島の宝塔                 | 前橋市富士見町赤城山大洞4-2 | 応安5年（1372年）                                                                         | 総高109.3 cm 塔身27.0 cm          | 安山岩             | 群馬県指定重要文化財   | 完型                       |
| 菅谷大壱寺宝塔                 | 高崎市菅谷町                | 康暦2年（1380）                                                                           | 総高116.5 cm 塔身45.0 cm          |                    | 高崎市指定重要文化財   | 相輪欠                     |
| 菅谷大壱寺宝塔                 | 高崎市菅谷町                | 承和9年（842年）と読める銘がある。永和9年（1382年?）ならば時代が合うが永和は5年しかない。 | 総高133.5 cm 塔身52.5 cm          |                    | 高崎市指定重要文化財   | 相輪欠                     |
| 菅谷大壱寺宝塔                 | 高崎市菅谷町                | 明徳4年（1393）                                                                           | 総高142.0 cm 塔身 45.5 cm         | 安山岩             | 高崎市指定重要文化財   | 相輪欠                     |
| 二宮赤城神社の宝塔             | 前橋市二之宮町886           | 南北朝時代または1390 - 1400年代                                                           | 総高211 cm 塔身48.5 cm            | 凝灰岩または安山岩 | 前橋市指定重要文化財   | 黒漆を塗られていた痕跡あり |
| 江木の宝塔                     | 前橋市江木町224-1           | 南北朝時代または応永期ごろ                                                                | 総高197.5 cm 塔身66.0 cm          | 安山岩             | 前橋市指定重要文化財   | 完型                       |
| 山王の宝塔                     | 前橋市山王町98-2            | 南北朝時代または室町時代初期                                                              | 現状233 cm 復元272 cm 塔身83.5 cm | 安山岩             | 前橋市指定重要文化財   | 相輪上部欠                 |
| 富田の宝塔                     | 前橋市富田町33              | 室町時代初期                                                                              | 総高209.5 cm 塔身56.0 cm          | 輝石安山岩         | 前橋市指定重要文化財   | 完型                       |
| 塚の越の宝塔                   | 高崎市箕郷町白川            | 応永24年（1417年）                                                                        | 総高169.0 cm 塔身47.5 cm          | 安山岩             | 高崎市指定重要文化財   | 相輪上部欠                 |
| 大福寺の宝塔                   | 前橋市鳥羽町717             | 応永25年（1418年）                                                                        | 総高146.0 cm 塔身45.0 cm          | 安山岩             | 前橋市指定重要文化財   | 相輪後補                   |
| 万福寺の宝塔                   |                             | 応永28年（1421年）                                                                        | 総高141.0 cm 塔身31.0 cm          | 安山岩             | 高崎市指定重要文化財   | 完型                       |
| 小林の赤城塔                   | 前橋市苗ヶ島町599           | 室町時代                                                                                  | 総高92.0 cm 塔身30.0 cm           |                    | 前橋市指定重要文化財   | 相輪欠                     |
| 三夜沢赤城神社の宝塔（赤城塔） | 前橋市三夜沢町114           | 室町時代                                                                                  | 総高124.5 cm 塔身28.0 cm          |                    | 前橋市指定重要文化財   | 完型                       |
| 赤城塔（並木道祖神）           | 前橋市苗ヶ島町1147-2 金剛寺 | 室町時代                                                                                  | 総高98.5 cm 塔身28.5 cm           |                    | 前橋市指定重要文化財   | 相輪欠                     |
| 楽間の宝塔①                    | 高崎市楽間町                | 正長3年（1430）                                                                           | 総高160.0 cm 塔身33.5 cm          | 安山岩             | 高崎市指定史跡         | 完型                       |
| 楽間の宝塔②                    | 高崎市楽間町                | 永享9年（1437）                                                                           | 総高153.0 cm 塔身38.0 cm          | 安山岩             | 高崎市指定史跡         | 完型                       |
| 町屋の宝塔                     | 高崎市町屋町                | 永享11年（1439）                                                                          | 総高229.9 cm 塔身79.7 cm          | 安山岩             | 高崎市指定史跡         |                            |
| 楽間の宝塔③                    | 高崎市楽間町                | 嘉吉3年（1443）                                                                           | 総高159.0 cm 塔身34.0 cm          | 安山岩             | 高崎市指定史跡         | 完型                       |
| 後疋間宝塔①                    | 高崎市後疋間町              | 文安3年（1446）                                                                           | 総高132.0 cm 塔身48.0 cm          |                    | 高崎市指定重要文化財   | 相輪残欠あり               |
| 後疋間宝塔②                    | 高崎市後疋間町              | 宝徳元年（1449）                                                                          | 総高131.0 cm 塔身43.0 cm          | 安山岩             | 高崎市指定重要文化財   | 相輪欠                     |
| 来迎寺の宝塔①                  | 高崎市浜川町                | 明応9年（1500年）                                                                         | 総高122.0 cm 塔身29.0 cm          | 安山岩             | 高崎市指定史跡         | 完型                       |
| 来迎寺の宝塔②                  | 高崎市浜川町                | 文亀3年（1503年）                                                                         | 総高103.0 cm 塔身21.1 cm          | 安山岩             | 高崎市指定史跡         | 宝珠上端欠損               |
| 本郷安養寺跡の宝塔             | 高崎市本郷町                | 大永元年（1521年）または天正9年（1581年）                                                 |                                   |                    | 高崎市指定重要文化財   | 塔身は卵型                 |
| 金龍寺の宝塔                   |                             | 慶長7年（1602年）                                                                         |                                   |                    | 高崎市指定重要文化財   |                            |

## ギャラリー

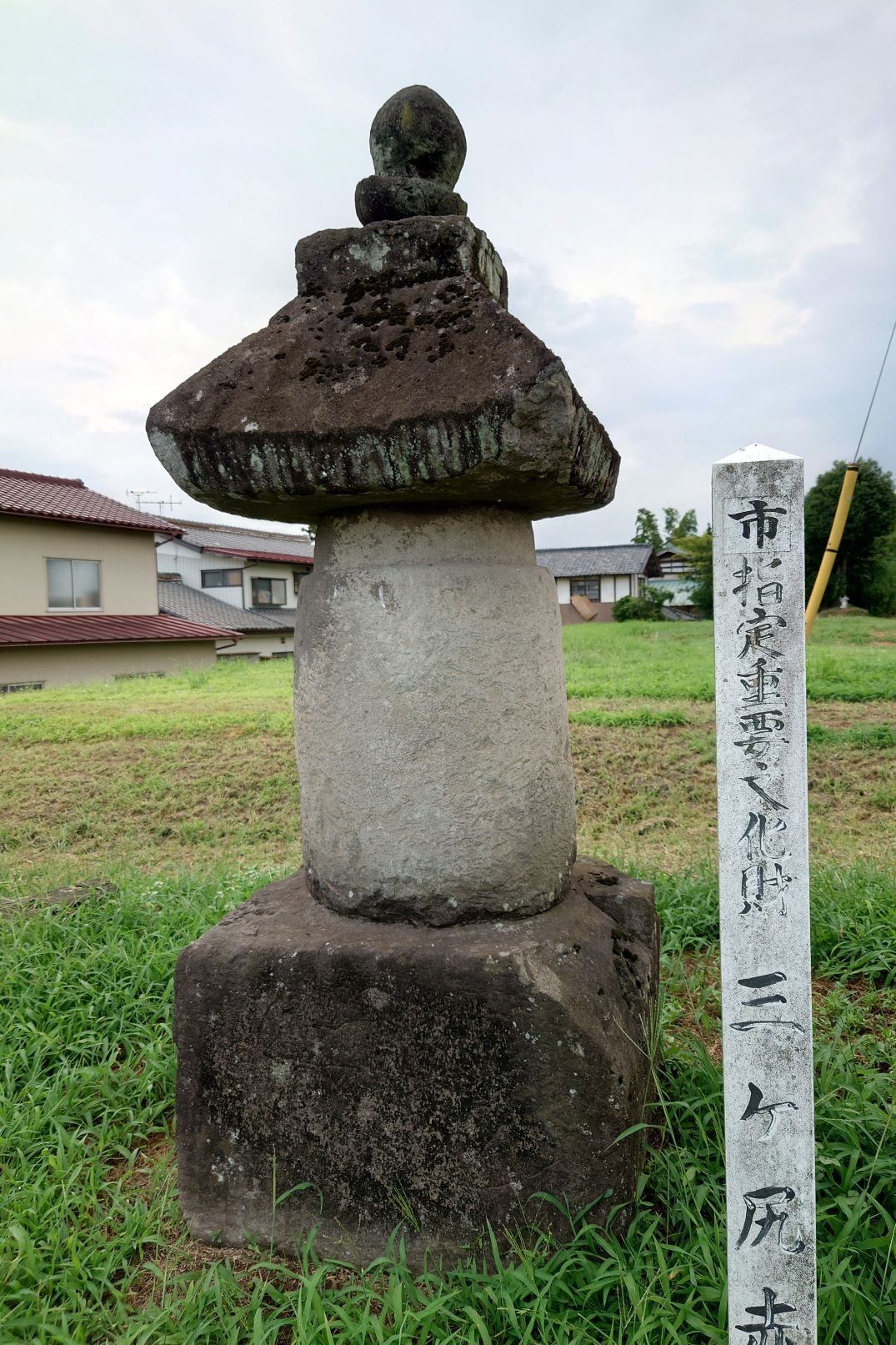
三ケ尻の宝塔
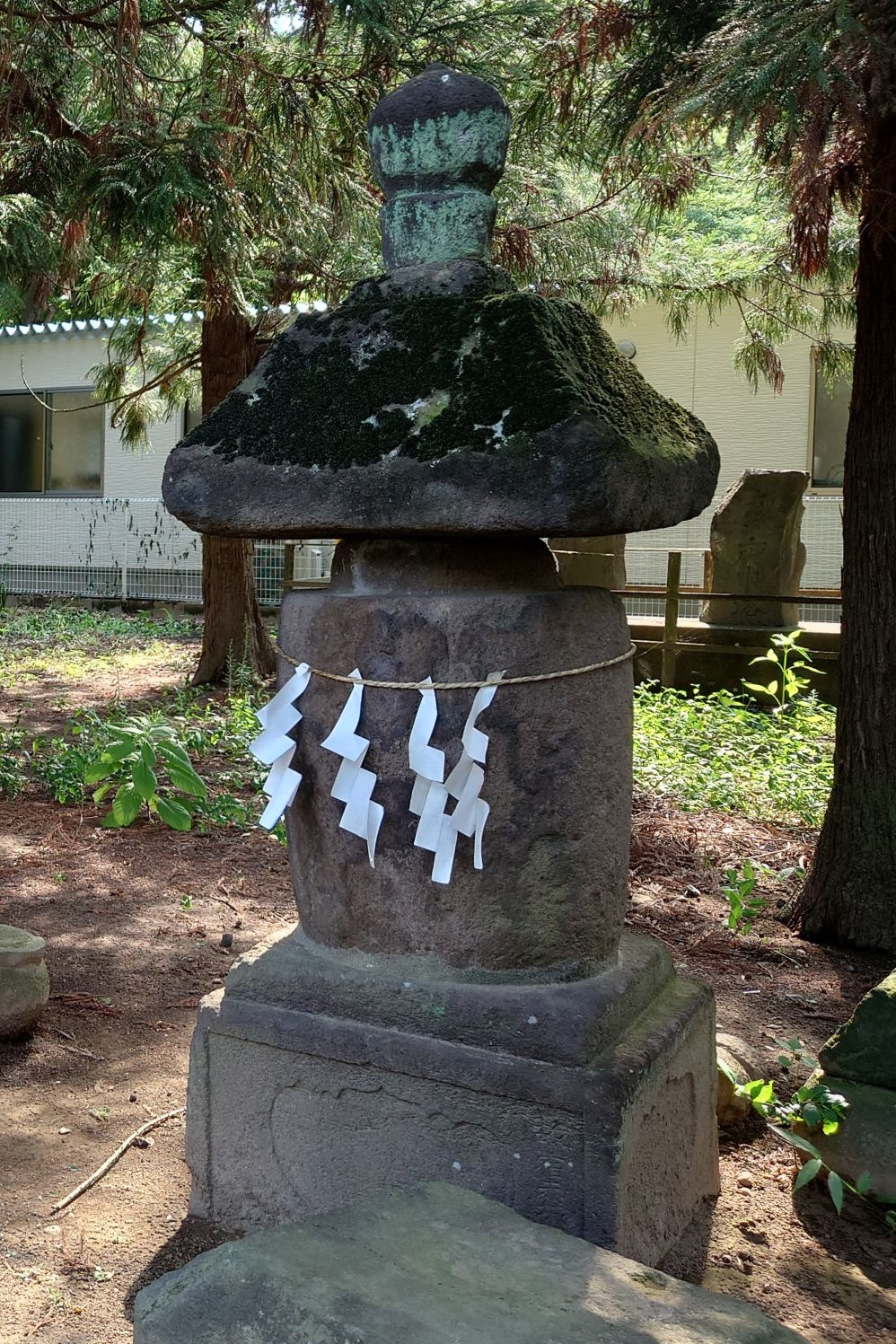
波志江愛宕神社の宝塔
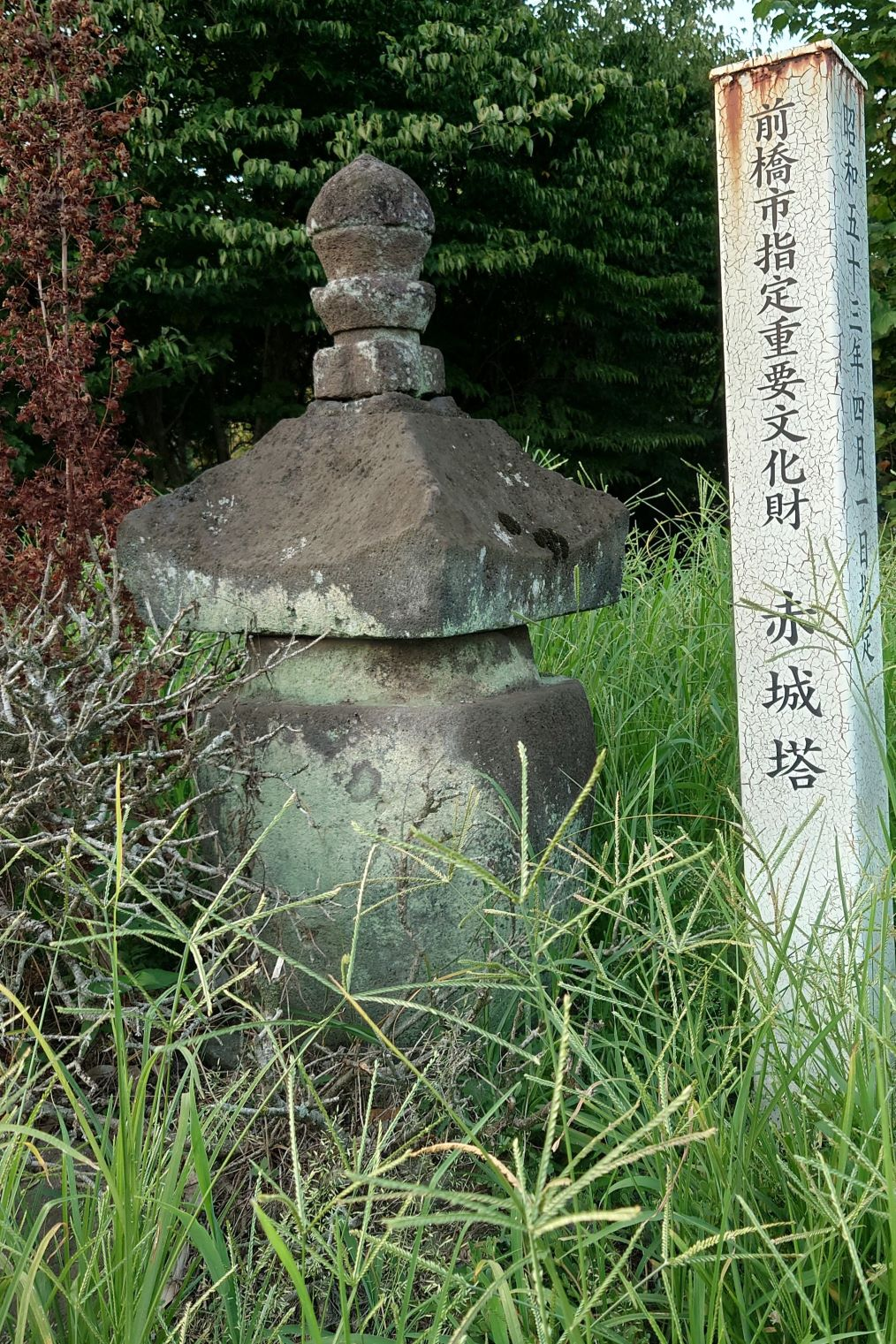
鼻毛石の宝塔
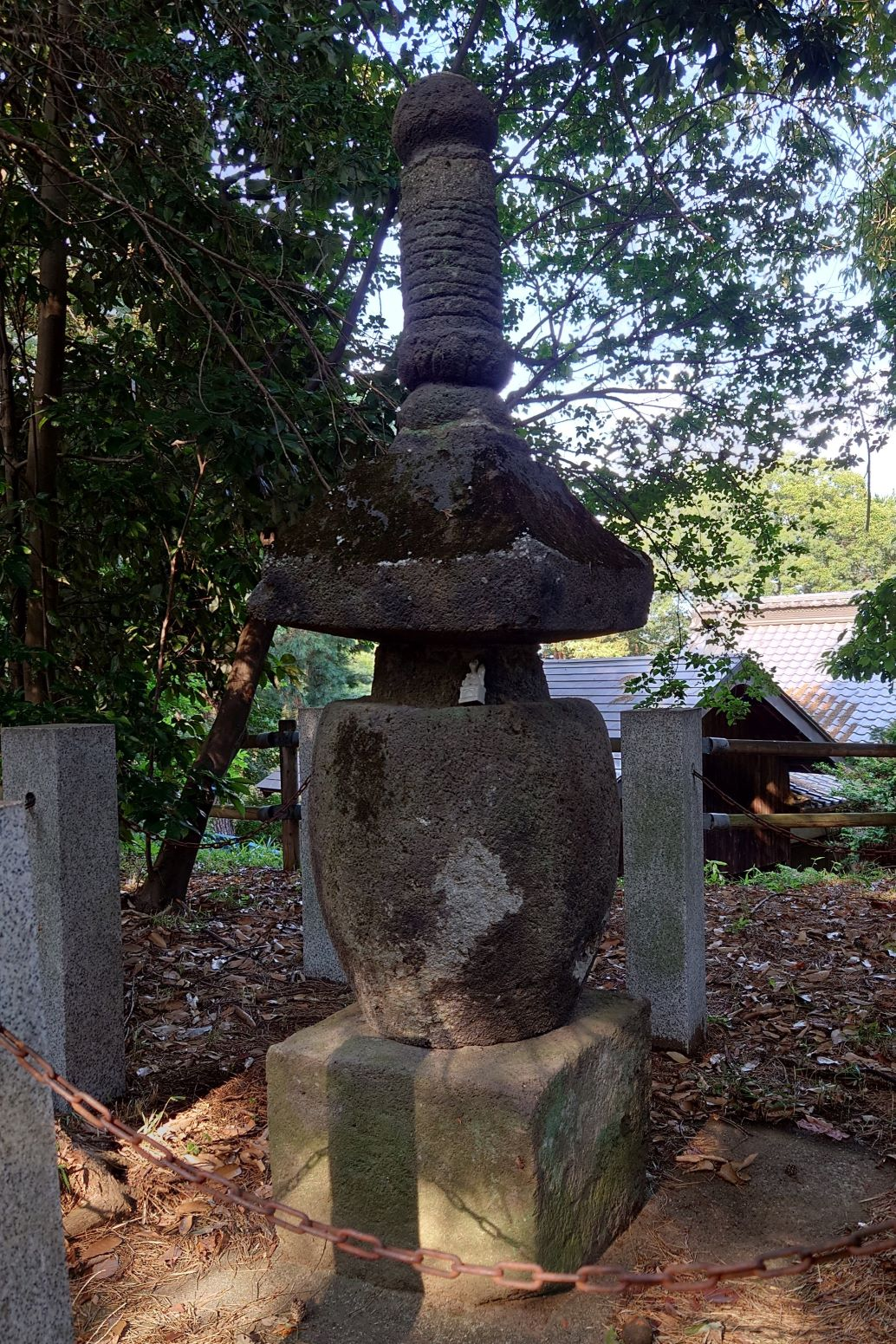
八寸権現山の宝塔
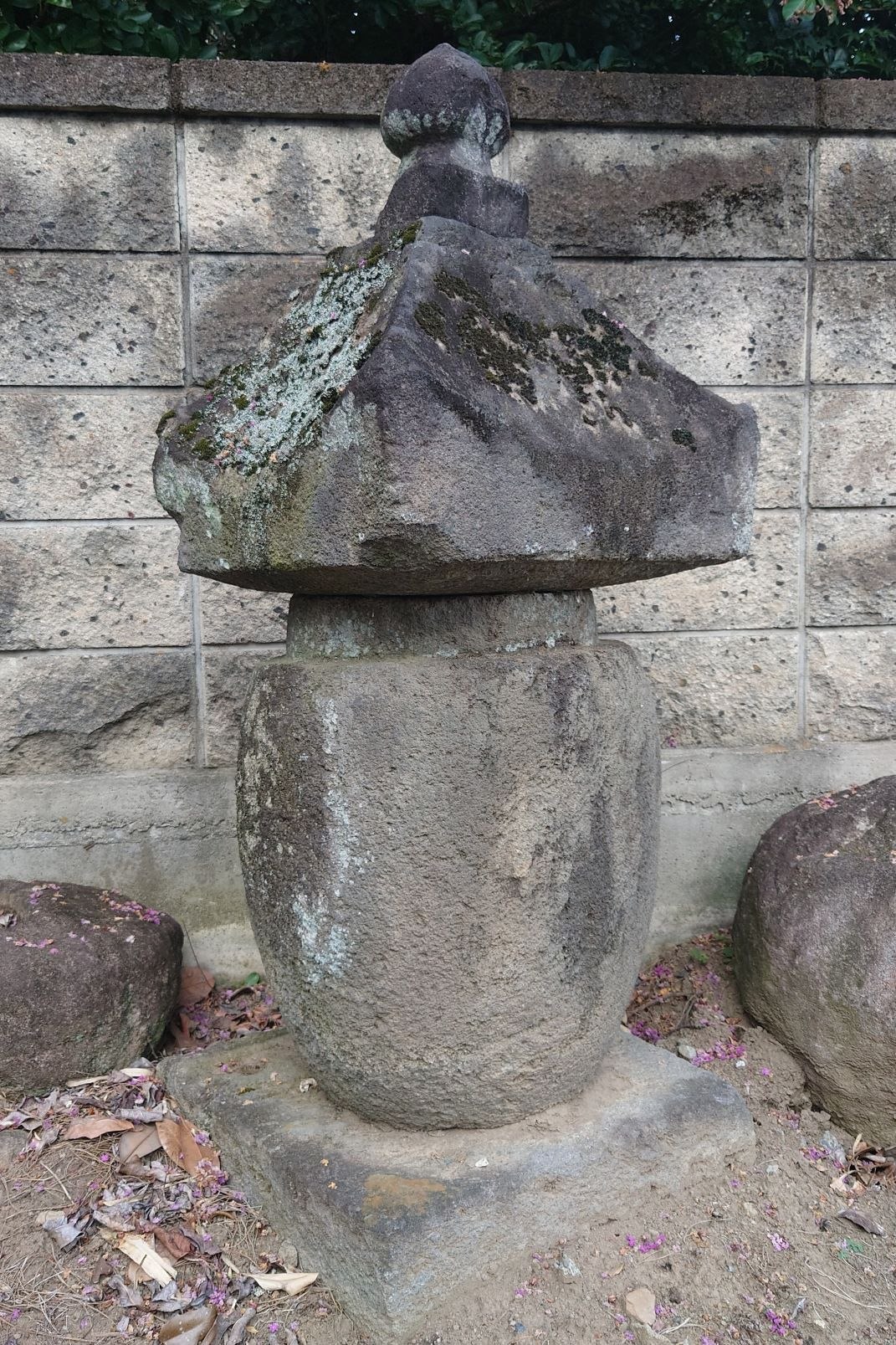
時沢の多宝塔
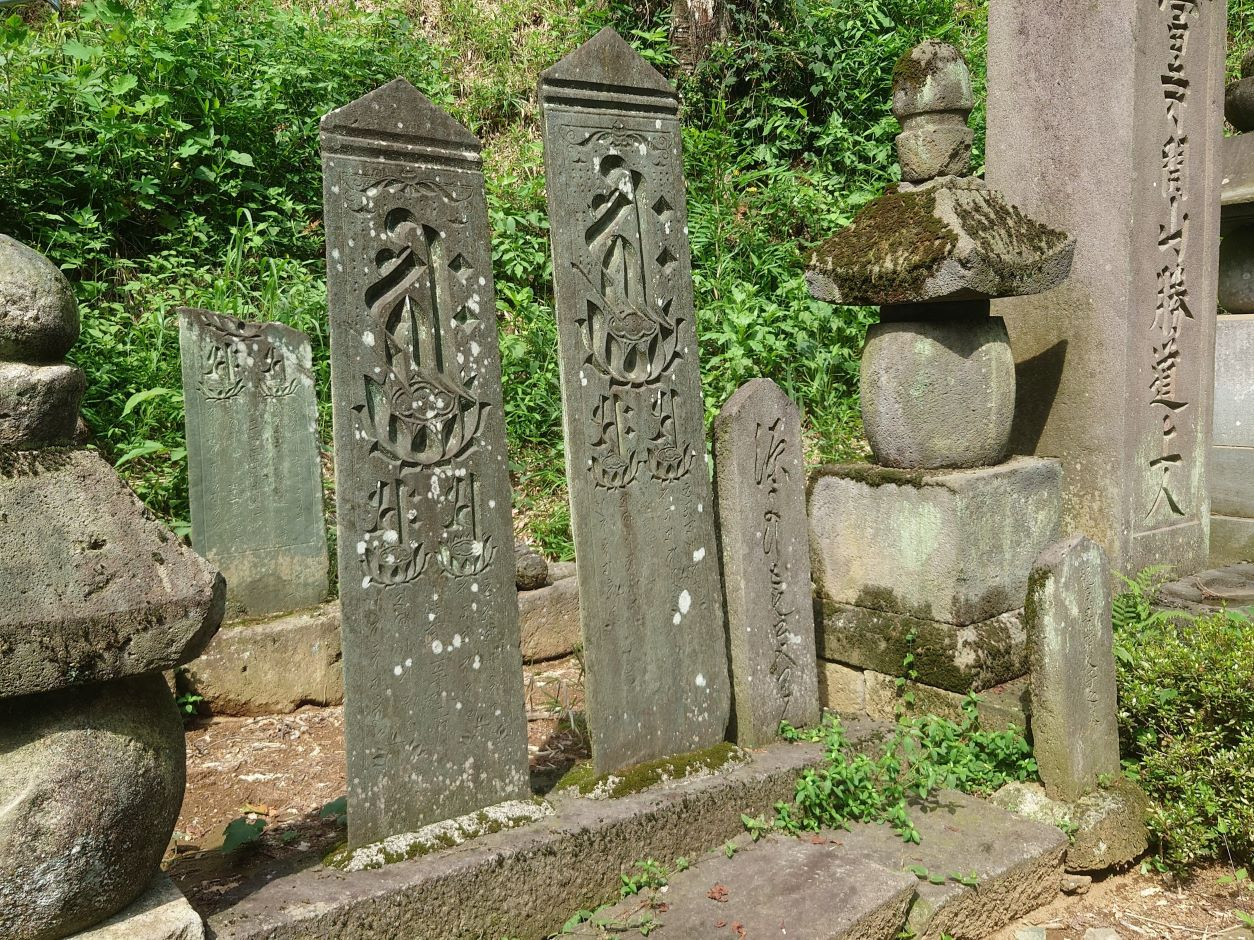
珊瑚寺の宝塔
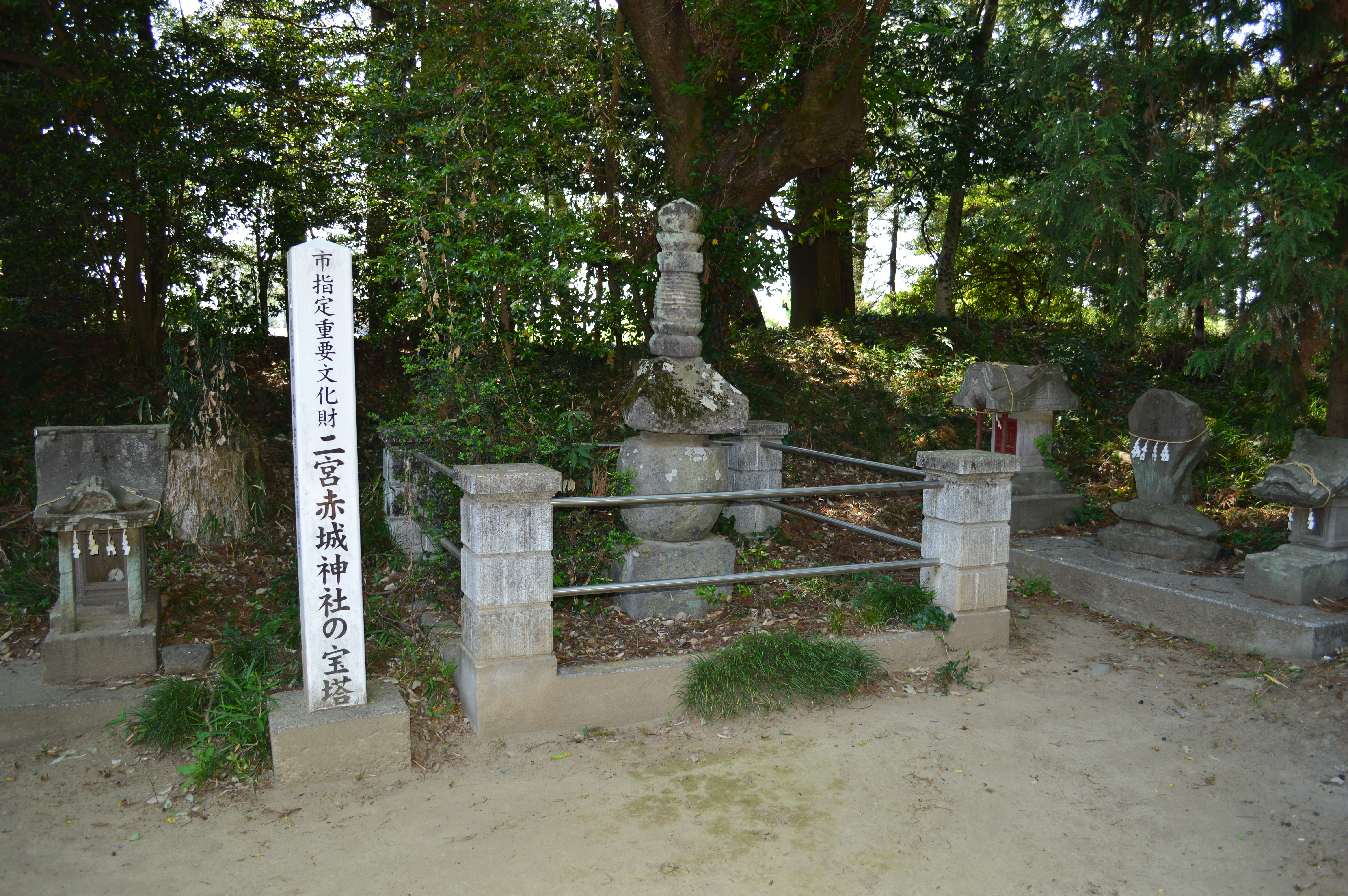
二宮赤城神社の宝塔
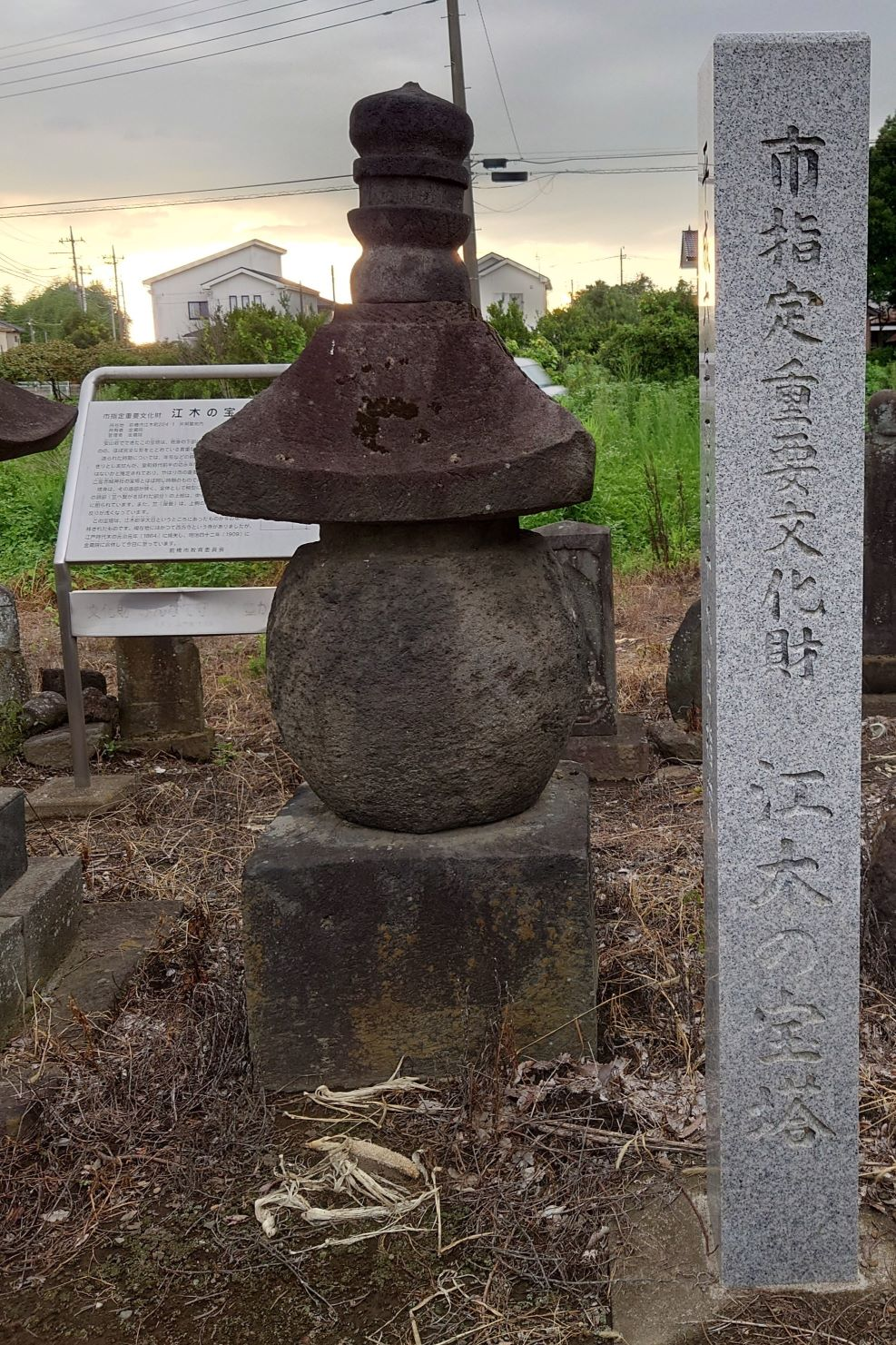
江木の宝塔
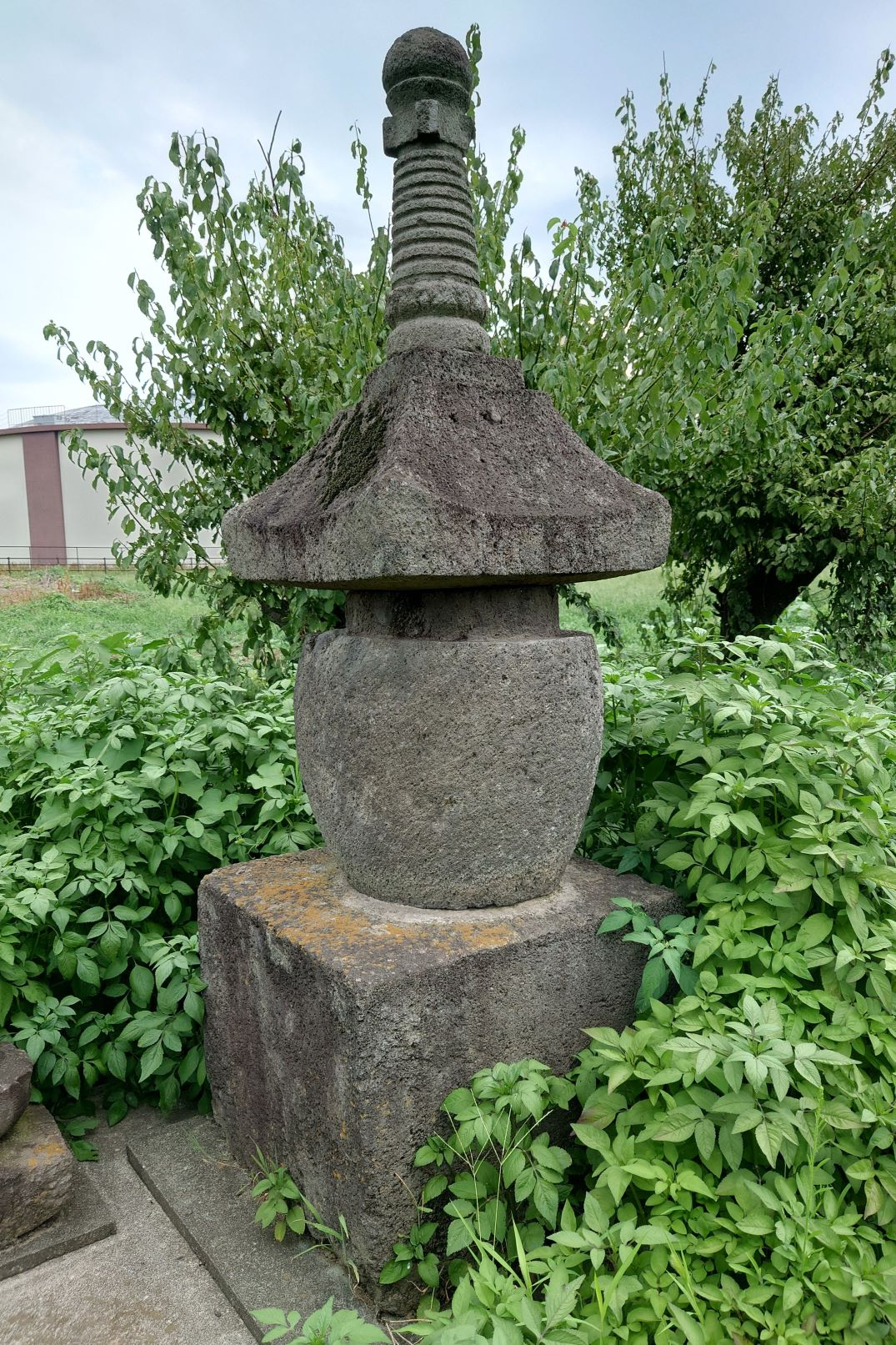
富田の宝塔
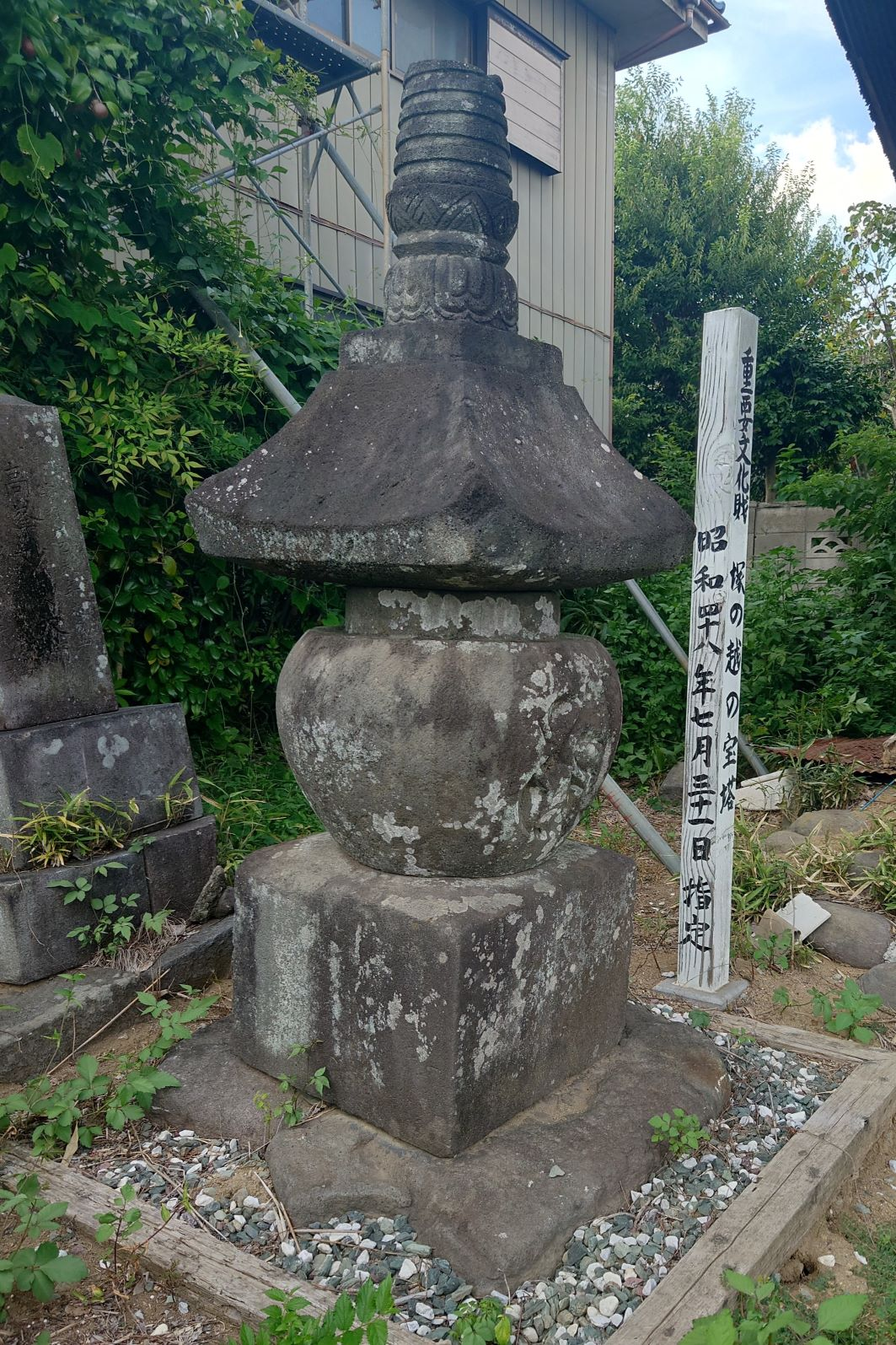
塚の越の宝塔
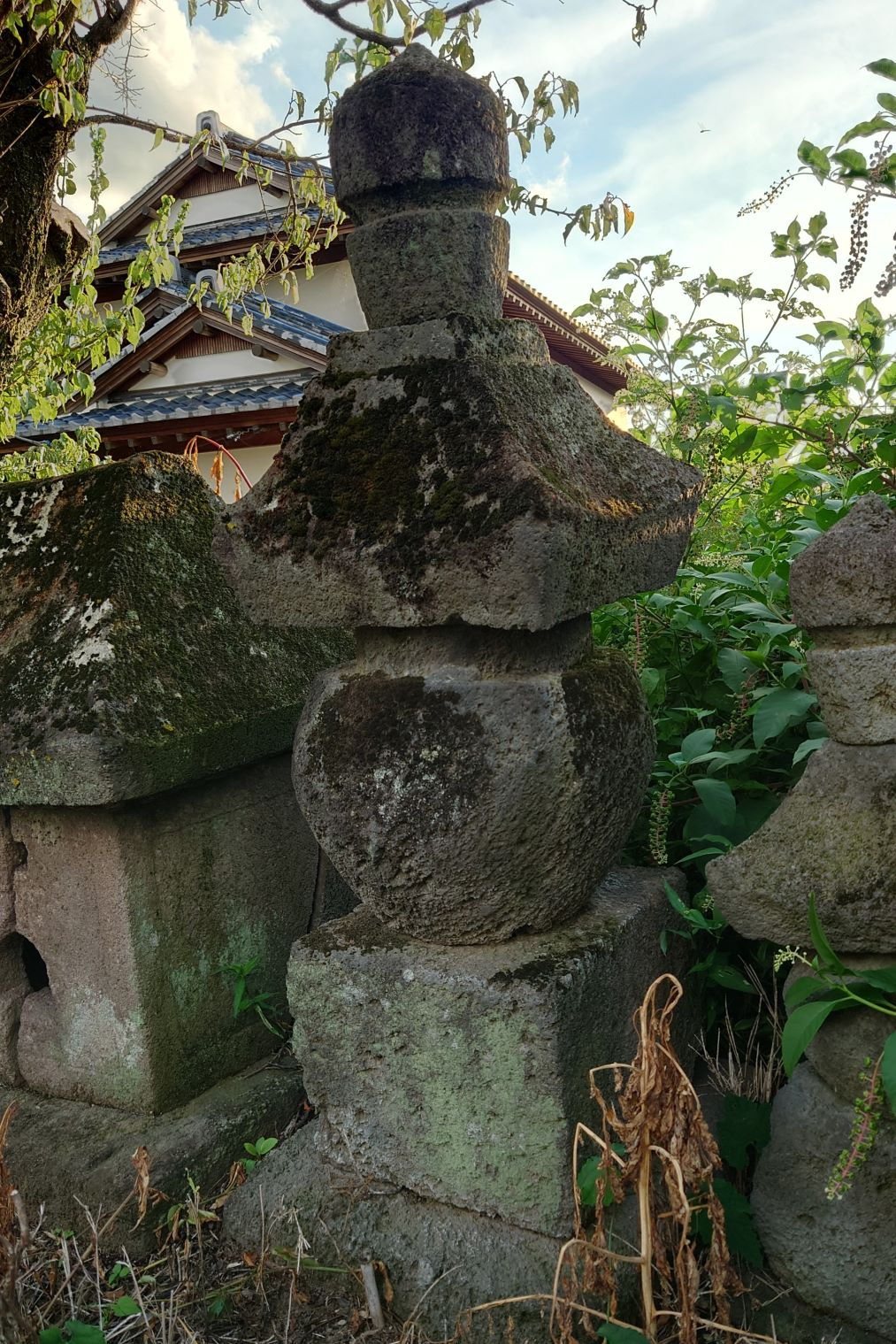
小林の赤城塔
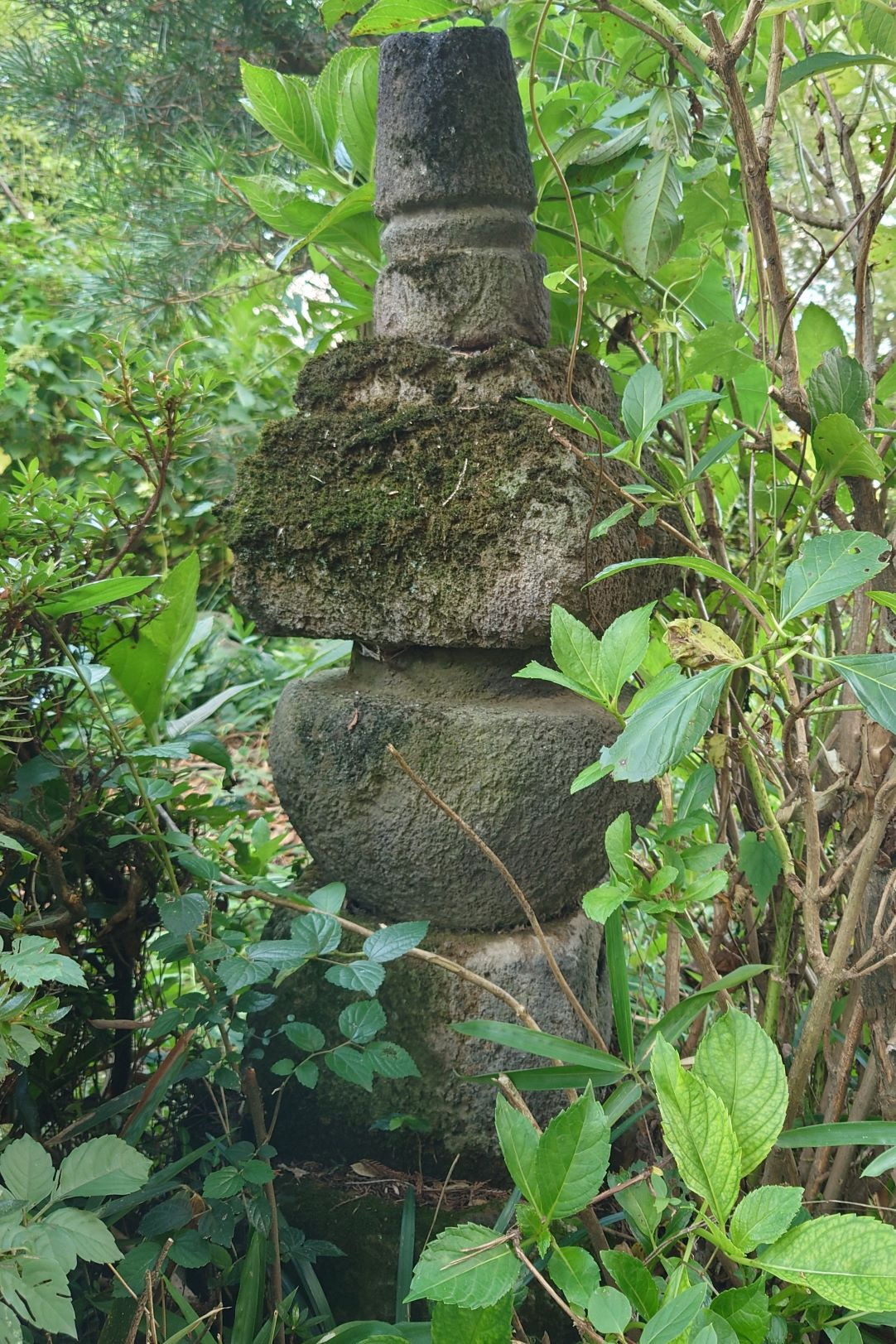
赤城塔（並木道祖神）
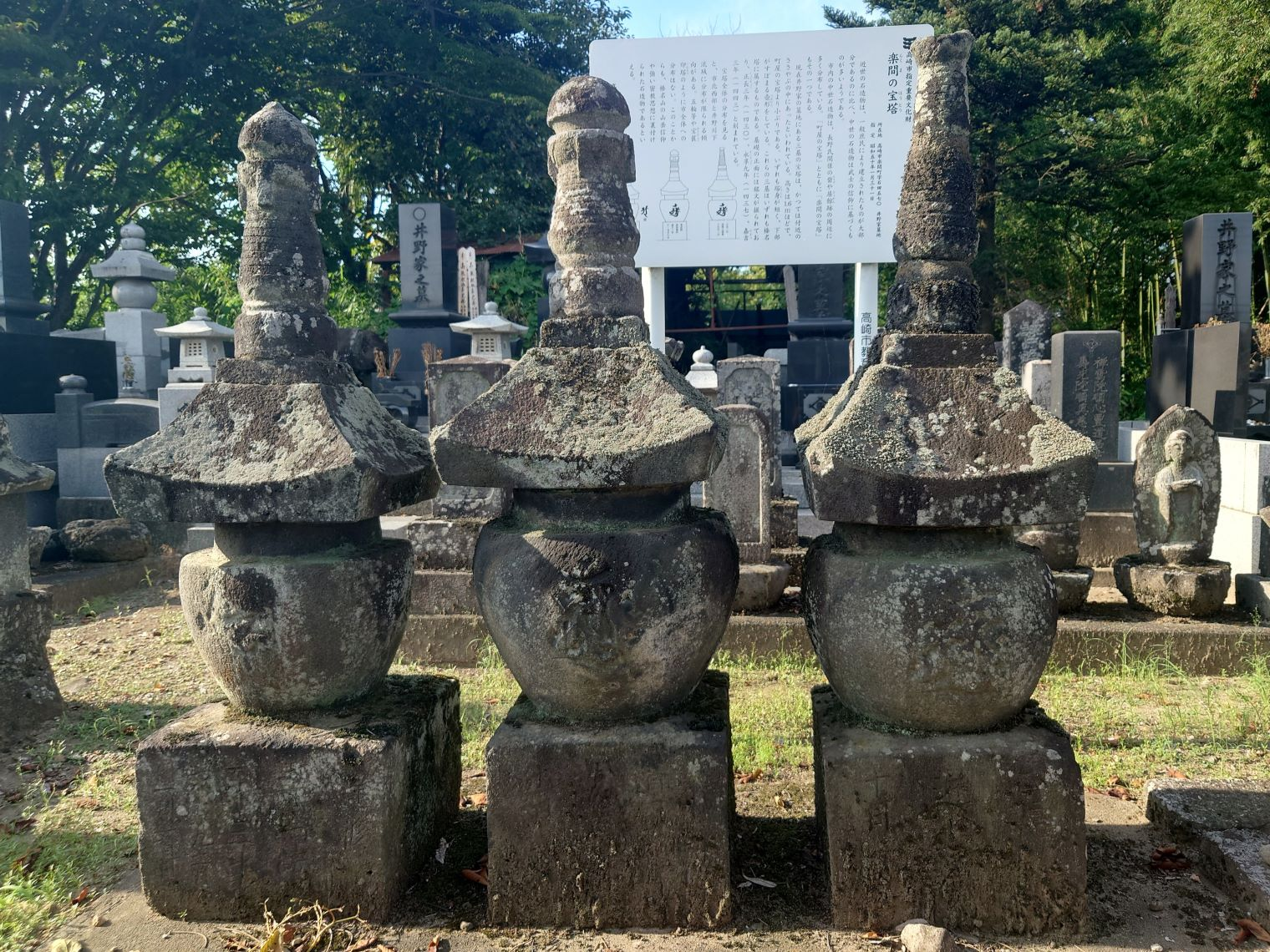
楽間の宝塔
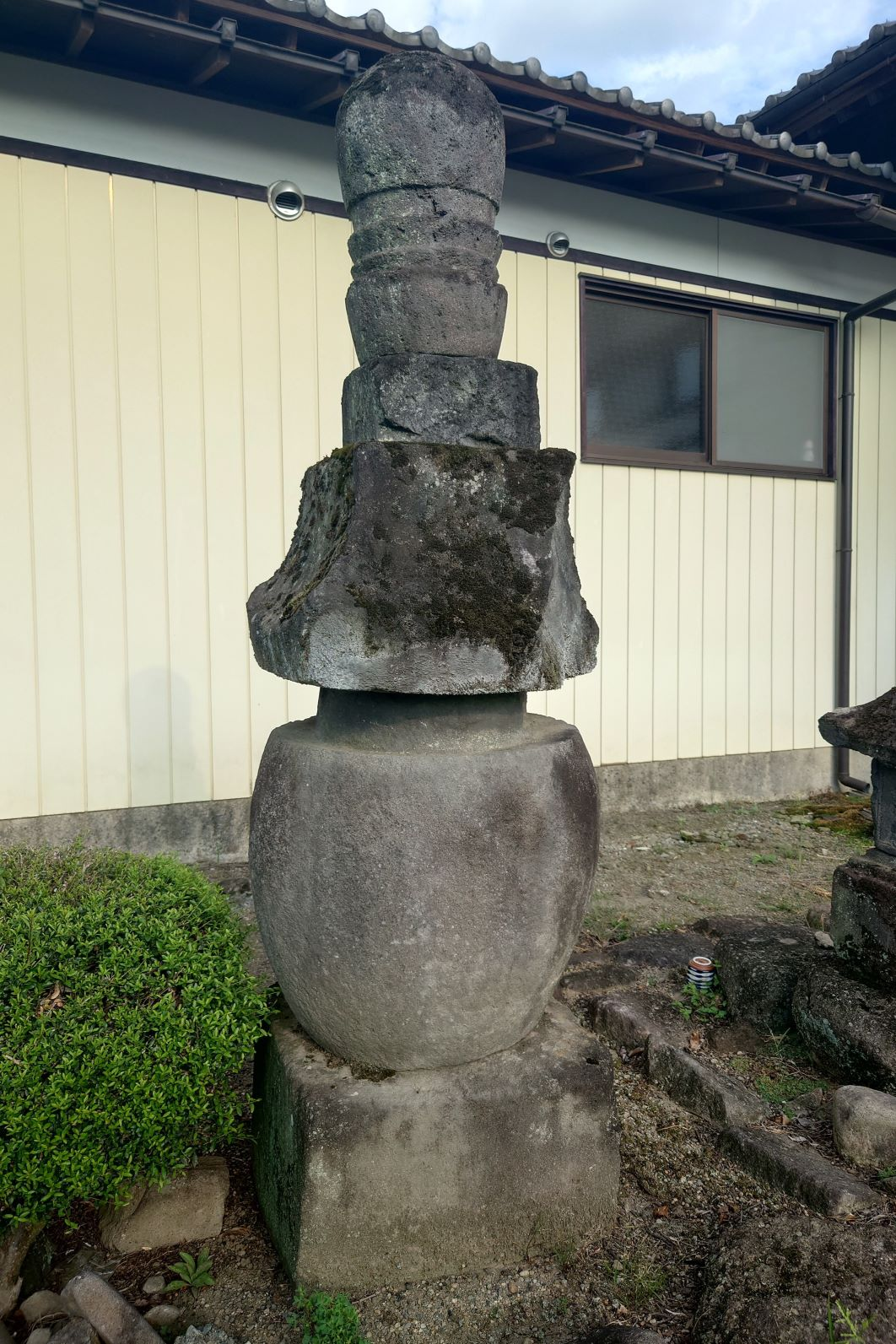
金龍寺の宝塔